# Geranium umbelliforme
Espèce
Geranium umbelliforme est une espèce de plantes herbacées sauvages de la famille des Geraniaceae.

## Répartition
Geranium umbelliforme est originaire du centre du Sichuan et du Yunnan, en Chine, et présent à des altitudes comprises entre 2 800 et 3 200 mètres.

## Description
Dans sa description, Adrien René Franchet indique que cette plante mesure entre 15 et 25 cm de hauteur et présente une inflorescence en ombelle semblable à cette des Erodium et des Pelargonium mais présentant en même temps dix étamines fertiles.

## Classification
Le nom correct complet (avec auteur) de ce taxon est Geranium umbelliforme Franch.,. 

### Étymologie
L'épithète spécifique, du latin umbella, « ombelle », et forma, « forme, apparence », lui a été donnée en référence à son inflorescence.

### Publication originale
- (la + fr) A. Franchet, « Plantas Yunnanenses a Cl. J.M. Delavay collectas enumerat novasque describit », Bulletin de la Société botanique de France, Inconnu, vol. 33, no 6,‎ janvier 1886, p. 358–467 (ISSN 0037-8941 et 0151-1270, OCLC 1765763, BNF 34350573, DOI 10.1080/00378941.1886.10828470, lire en ligne).